# Bugojno
Bugojno (în sârbă Бугојно) este un oraș și o comună din Cantonul Bosnia Centrală al Federației Bosnia și Herțegovina, o entitate din statul modern Bosnia și Herțegovina. Bugojno este situat pe râul Vrbas, la 130 de kilometri nord-vest față de Sarajevo. Conform recensământului din 2013, orașul a avut o populație de 15.555 de locuitori, iar comuna a avut o populație de 31.470 de locuitori.
Spre vest, în direcția orașului Kupres, se găsește o regiune denumită Koprivica. Această pădure enormă a fost odată unul dintre locurile preferate de vânătoare ale președintelui iugoslav Iosip Broz Tito. Pădurea densă și nelocuită a devenit un sanctuar al animalelor sălbatice. Asociațiile de vânătoare sunt foarte active în această regiune și există numeroase cabane de munte și de vânătoare care împânzesc pădurea. Valea Duboka (Valea Adâncă) este o zonă de vânătoare desemnată împădurită de molid. Muntele Kalin este o zonă populară în weekend pentru drumeții și iubitorii de natură.

## Geografie
Comuna are o altitudine medie de 570 metri deasupra nivelului mării. O mare parte din suprafața sa de 366 km2 este împădurită. Terenul este montan cu mai multe vârfuri proeminente. Stozer (1662 m), Kalin (1.530 m) și Rudina (1.385 m) sunt cei mai înalți munți din comuna Bugojno.

## Demografie
Orașul și comuna au o majoritate a populației de etnie bosniacă. Orașul, înainte de război, era multietnic, cu un număr practic identic de croați, bosniaci și sârbi. În 2015, doar 325 de sârbi mai locuiau în oraș, 376 în total în comună. Numărul de croați din comună a scăzut de la 16.031 la 5.767 (recensământul din 2013).

### Oraș
În 1991, orașul Bugojno a avut o populație de 22.641, din care
- Bosniaci (6.878)
- Croați (6.836)
- Sârbi (6.809)
- Iugoslavi (1.449)
- și alți 667

### Comuna
| Compoziție etnică |       |        |          |        |        |        |           |       |       |       |        |  |  |
| An                | Sârbi | %      | Bosniaci | %      | Croați | %      | Iugoslavi | %     | Alții | %     | Total  |  |  |
| 1961              | 5.212 | 21,61% | 7.194    | 29,83% | 9.682  | 40,15% | 1.871     | 7,76% | 155   | 0,64% | 24,114 |  |  |
| 1971              | 6.295 | 19,76% | 13.050   | 40,96% | 12.040 | 37,79% | 197       | 0,61% | 274   | 0,88% | 31.856 |  |  |
| 1981              | 7.458 | 18,65% | 16.214   | 40,56% | 14.187 | 35,49% | 1.731     | 4,33% | 379   | 0,97% | 39.969 |  |  |
| 1991              | 8.673 | 18,50% | 19,697   | 42,01% | 16,031 | 34,19% | 1.561     | 3,33% | 927   | 1,98% | 46.889 |  |  |
| 2013              | 376   | 01,19% | 24.650   | 78,32% | 5.767  | 18,32% | 0         | 0%    | 493   | 1,56% | 31.470 |  |  |
|                   |       |        |          |        |        |        |           |       |       |       |        |  |  |

## Climat
| Date climatice pentru Bugojno (1961–1990)                 | Date climatice pentru Bugojno (1961–1990) | Date climatice pentru Bugojno (1961–1990) | Date climatice pentru Bugojno (1961–1990) | Date climatice pentru Bugojno (1961–1990) | Date climatice pentru Bugojno (1961–1990) | Date climatice pentru Bugojno (1961–1990) | Date climatice pentru Bugojno (1961–1990) | Date climatice pentru Bugojno (1961–1990) | Date climatice pentru Bugojno (1961–1990) | Date climatice pentru Bugojno (1961–1990) | Date climatice pentru Bugojno (1961–1990) | Date climatice pentru Bugojno (1961–1990) | Date climatice pentru Bugojno (1961–1990) |
| Luna                                                      | Ian                                       | Feb                                       | Mar                                       | Apr                                       | Mai                                       | Iun                                       | Iul                                       | Aug                                       | Sep                                       | Oct                                       | Nov                                       | Dec                                       | Anual                                     |
| --------------------------------------------------------- | ----------------------------------------- | ----------------------------------------- | ----------------------------------------- | ----------------------------------------- | ----------------------------------------- | ----------------------------------------- | ----------------------------------------- | ----------------------------------------- | ----------------------------------------- | ----------------------------------------- | ----------------------------------------- | ----------------------------------------- | ----------------------------------------- |
| Maxima medie °C (°F)                                      | 2.7 (36,9)                                | 5.6 (42,1)                                | 10.2 (50,4)                               | 15.0 (59)                                 | 20.1 (68,2)                               | 23.2 (73,8)                               | 25.8 (78,4)                               | 25.8 (78,4)                               | 22.1 (71,8)                               | 16.5 (61,7)                               | 9.8 (49,6)                                | 3.6 (38,5)                                | 15,0 (59)                                 |
| Media zilnică °C (°F)                                     | −1.7 (28,9)                               | 0.7 (33,3)                                | 4.5 (40,1)                                | 8.9 (48)                                  | 13.4 (56,1)                               | 16.3 (61,3)                               | 18.2 (64,8)                               | 17.6 (63,7)                               | 14.2 (57,6)                               | 9.5 (49,1)                                | 4.5 (40,1)                                | −0.4 (31,3)                               | 8,8 (47,8)                                |
| Minima medie °C (°F)                                      | −5.9 (21,4)                               | −3.7 (25,3)                               | −0.8 (30,6)                               | 2.9 (37,2)                                | 6.6 (43,9)                                | 9.6 (49,3)                                | 10.7 (51,3)                               | 10.4 (50,7)                               | 7.9 (46,2)                                | 4.0 (39,2)                                | 0.1 (32,2)                                | −4.1 (24,6)                               | 3,1 (37,6)                                |
| Minima istorică °C (°F)                                   | −29.4 (−20.9)                             | −22.4 (−8.3)                              | −22.6 (−8.7)                              | −7.8 (18)                                 | −2.4 (27,7)                               | −1.4 (29,5)                               | 2.7 (36,9)                                | 1.0 (33,8)                                | −5.7 (21,7)                               | −7.8 (18)                                 | −20 (−4.0)                                | −24.4 (−11.9)                             | −29,4 (−20,9)                             |
| Precipitații mm (inches)                                  | 50.9 (2.004)                              | 56.2 (2.213)                              | 61.0 (2.402)                              | 64.4 (2.535)                              | 71.9 (2.831)                              | 77.2 (3.039)                              | 62.6 (2.465)                              | 64.5 (2.539)                              | 70.7 (2.783)                              | 74.4 (2.929)                              | 94.5 (3.72)                               | 78.9 (3.106)                              | 827,4 (32,575)                            |
| Umiditate [%]                                             | 81.9                                      | 77.8                                      | 72.4                                      | 68.2                                      | 70.4                                      | 73.3                                      | 71.0                                      | 72.6                                      | 76.5                                      | 78.8                                      | 80.4                                      | 83.7                                      | 75,6                                      |
| Nr. de zile cu precipitații (≥ 0.1 mm)                    | 12.7                                      | 13.2                                      | 13.2                                      | 14.3                                      | 14.2                                      | 14.4                                      | 10.2                                      | 9.9                                       | 10.1                                      | 10.4                                      | 12.4                                      | 13.8                                      | 148,7                                     |
| Nr. mediu de zile cu ninsoare (≥ 1.0 cm)                  | 17.3                                      | 13.4                                      | 6.2                                       | 0.9                                       | 0.0                                       | 0.0                                       | 0.0                                       | 0.0                                       | 0.0                                       | 0.1                                       | 4.8                                       | 15.6                                      | 58,2                                      |
| Ore însorite                                              | 65.9                                      | 83.8                                      | 125.4                                     | 154.5                                     | 178.0                                     | 189.6                                     | 243.3                                     | 219.6                                     | 164.1                                     | 125.9                                     | 76.8                                      | 51.1                                      | 1.678,0                                   |
| Sursă: Meteorological Institute of Bosnia and Herzegovina |                                           |                                           |                                           |                                           |                                           |                                           |                                           |                                           |                                           |                                           |                                           |                                           |                                           |

## Economie
Bugojno a fost cândva un important centru industrial în Bosnia și Herțegovina. În 1981, PIB-ul pe cap de locuitor din Bugojno a fost de 98% din media iugoslavă. Cu toate acestea, ravagiile provocate de războiul din Bosnia și Herțegovina au afectat industria și economia generală din Bugojno. În afară de industrie, silvicultura a fost un contribuitor important la economia locală și continuă încă să fie. În ultimii ani, agricultura a crescut în susținerea economiei Bugojno, deoarece mulți oameni investesc în terenuri și agronomie.

## Oameni notabili
- Stjepan Domaćinović - Kokan⁠(hr)[traduceți] (1931-2009), politician
- Edin Atić⁠(d) (născut în 1997), jucător de baschet
- Željko Bebek⁠(d) (născut în 1945), cântăreț
- Ivona Dadic⁠(d) (născută în 1993), atletă austriacă (la heptatlon), părinții ei s-au născut în Bugojno
- Zenit Đozić⁠(d) (n. 1961), actor și umorist
- Vlatko Marković⁠(d) (1937–2013), manager de fotbal și fotbalist
- Branko Mikulić⁠(d) (1928–1994), prim-ministru al Iugoslaviei (1986–1989), președinte al Comitetului de organizare a olimpiadei de iarnă din 1984
- Stjepan Tomas⁠(d) (născut în 1976), manager și fost fotbalist
- Ermin Zec⁠(d) (n. 1988), fotbalist